# 2000年夏季残疾人奥林匹克运动会斯洛文尼亚代表团
2000年夏季残疾人奥林匹克运动会斯洛文尼亚代表团是斯洛文尼亚派出的2000年夏季残疾人奥林匹克运动会代表团。获得2枚银牌和2枚铜牌。